# Puzzle Merkle’a
Puzzle Merkle'a – jedna z pierwszych wersji algorytmu kryptografii z kluczem publicznym zaproponowana przez Ralpha Merkle'a w 1974 roku a opublikowana w 1978.
Cała procedura wymiany wiadomości opiera się na poniższym algorytmie:
- nadawca generuje względnie dużą liczbę wiadomości (np. kilka milionów) o treści podobnej do "Wiadomość nr X : Klucz tajny nr Y". W wiadomościach tych X jest losowo wybraną liczbą, natomiast Y jest losowym kluczem tajnym – zarówno X jak i Y muszą być unikalne w zbiorze wygenerowanych wiadomości.
- nadawca szyfruje każdą wiadomość za pomocą unikalnego klucza krótkiej długości (np. 20-bitowym) i przesyła całość odbiorcy
- odbiorca wybiera jedną z przesłanych, zaszyfrowanych wiadomości i odszyfrowuje ją stosując algorytm brute force
- uzyskany w ten sposób klucz jest wykorzystywany do zaszyfrowania wiadomości
- zaszyfrowany tekst jest przesyłany do nadawcy wraz z wartością X złamanej wiadomości
- nadawca wyszukuje klucz wykorzystany do zaszyfrowania wiadomości (na podstawie przesłanej wartości X) i ją odszyfrowuje

Zaletą tej metody jest fakt, iż potencjalny napastnik musi poświęcić o wiele więcej zasobów do odszyfrowania wiadomości niż nadawca i odbiorca.